# Spytihněv II di Boemia
Spytihněv II, chiamato anche Spitignew, Spitihnew or Spytihnev; in latino: Spitigneus, (Olomouc, 1031 – Hradec nad Moravicí, 28 gennaio 1061) fu duca di Boemia dal 1055 alla morte. Disponiamo di informazioni contraddittorie sul suo breve regno. Particolare enfasi è posta sul suo rapporto con i tedeschi in Boemia e sulle interferenze con i governanti in Moravia.

## Biografia
Spytihněv era il figlio maggiore di Bretislao I e di sua moglie Giuditta di Schweinfurt della stirpe Schweinfurt. Egli trascorse parte dell'infanzia in ostaggio alla corte di Enrico III, inizialmente dal 1039 al 1040, una seconda volta dal 1041 per un periodo di tempo sconosciuto. Al suo ritorno, gli fu concesso il controllo di una parte della Moravia intorno a Olomouc e successivamente del distretto del castello di Saaz. Intorno al 1054 si sposò con Ida, una figlia del margravio di Lusazia della stirpe Wettin Teodorico I.
Quando succedette al padre come duca, nel 1055, la sua incoronazione fu celebrata con la prima interpretazione conosciuta di Hospodine pomiluj ny, la prima canzone conosciuta in lingua ceca. Dopo la sua ascesa al trono, si recò subito a Ratisbona per ricevere la conferma imperiale. Non è del tutto certo se l'affermazione nella Chronica Boemorum secondo cui espulse tutti i tedeschi dalla Boemia il giorno in cui assunse al trono boemo sia veramente corretta. In ogni caso, la madre e la badessa del monastero di San Giorgio, entrambe di origine tedesca, dovettero lasciare il paese. D'altra parte, nel 1056 espulse i monaci slavi del monastero di Sázava e vi installò invece un abate tedesco e un convento latino. Sebbene la xenofobia non possa essere esclusa nemmeno in quel momento, l'atteggiamento "antitedesco" del duca in questo caso sembra essere un'interpretazione del cronista e le campagne di espulsione sono dettate da motivazioni personali o politiche.
All'inizio del suo regno sembrano esserci state controversie sul principio di anzianità, che era appena entrato in vigore in Boemia. Così Spytihněv espulse suo fratello Vratislao in Ungheria e portò i due fratelli più giovani Corrado e Ottone alla corte di Praga, assegnando loro incarichi di corte insignificanti. L'amministrazione della Moravia da parte dei familiari non governanti, voluta da Bretislao I, fu così sospesa. Per assicurarsi il potere nella parte orientale del paese, Spytihněv convocò inoltre 300 grandi della Moravia nel castello di Chrudim. Quando questi non obbedirono alla convocazione, li fece arrestare e trattenere in castelli cechi. Tuttavia, sotto la pressione del re ungherese Andrea I, lasciò che suo fratello tornasse in Moravia nel 1058.

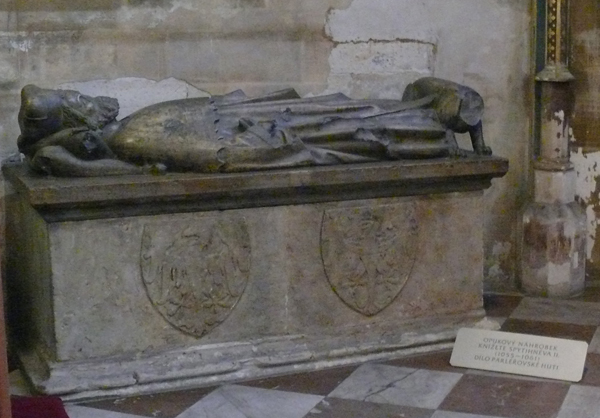
Tomba di Spytihněv nella cattedrale di San Vito a Praga.

Intorno al 1060 Spytihněv si rivolse a papa Nicola II con la richiesta di essere elevato a re, ma questo gli concesse solo il diritto di indossare la mitra vescovile in cambio del pagamento di un interesse annuale di 100 libbre d'argento. Lo status del duca boemo fu così elevato, ma la corona reale fu ottenuta solo da suo fratello e successore Vratislao II. Spytihněv morì all'età di trent'anni.

## Matrimonio e figli
Spytihněv II si sposò, attorno al 1054, con Ida, una figlia del margravio di Lusazia della stirpe Wettin Teodorico I:
- Swatobor Federico, patriarca di Aquileia dall'agosto 1084 fino al suo assassinio poco tempo dopo[7].

## Ascendenza
|                         |                         |                      | Genitori               |  |  | Nonni |  |  | Bisnonni              |  |  | Trisnonni            |  |
|                         |                         |                      |                        |  |  |       |  |  | Boleslao II di Boemia |  |  | Boleslao I di Boemia |  |
|                         |                         |                      |                        |  |  |       |  |  | Boleslao II di Boemia |  |  | Boleslao I di Boemia |  |
|                         |                         | Biagota              |                        |  |  |       |  |  | Boleslao II di Boemia |  |  |                      |  |
| Ulrico di Boemia        |                         |                      |                        |  |  |       |  |  | Boleslao II di Boemia |  |  |                      |  |
|                         |                         | …                    | …                      |  |  |       |  |  |                       |  |  |                      |  |
|                         |                         | …                    | …                      |  |  |       |  |  |                       |  |  |                      |  |
|                         |                         | …                    | …                      |  |  |       |  |  |                       |  |  |                      |  |
| Bretislao I di Boemia   |                         | …                    |                        |  |  |       |  |  |                       |  |  |                      |  |
|                         |                         | …                    | …                      |  |  |       |  |  |                       |  |  |                      |  |
|                         |                         | …                    | …                      |  |  |       |  |  |                       |  |  |                      |  |
|                         |                         | …                    | …                      |  |  |       |  |  |                       |  |  |                      |  |
| Božena di Boemia        |                         | …                    |                        |  |  |       |  |  |                       |  |  |                      |  |
|                         |                         | …                    | …                      |  |  |       |  |  |                       |  |  |                      |  |
|                         |                         | …                    | …                      |  |  |       |  |  |                       |  |  |                      |  |
|                         |                         | …                    | …                      |  |  |       |  |  |                       |  |  |                      |  |
| Spytihnev II di Boemia  |                         | …                    |                        |  |  |       |  |  |                       |  |  |                      |  |
|                         | Bertoldo di Schweinfurt | …                    |                        |  |  |       |  |  |                       |  |  |                      |  |
|                         | Bertoldo di Schweinfurt | …                    |                        |  |  |       |  |  |                       |  |  |                      |  |
|                         | Bertoldo di Schweinfurt | …                    |                        |  |  |       |  |  |                       |  |  |                      |  |
| Enrico di Schweinfurt   | Bertoldo di Schweinfurt |                      |                        |  |  |       |  |  |                       |  |  |                      |  |
|                         |                         | Eilika di Walbeck    | Lotario II di Walbeck  |  |  |       |  |  |                       |  |  |                      |  |
|                         |                         | Eilika di Walbeck    | Lotario II di Walbeck  |  |  |       |  |  |                       |  |  |                      |  |
|                         |                         | Eilika di Walbeck    | …                      |  |  |       |  |  |                       |  |  |                      |  |
| Giuditta di Schweinfurt |                         | Eilika di Walbeck    |                        |  |  |       |  |  |                       |  |  |                      |  |
|                         |                         | Eriberto di Wetterau | Odo di Wetterau        |  |  |       |  |  |                       |  |  |                      |  |
|                         |                         | Eriberto di Wetterau | Odo di Wetterau        |  |  |       |  |  |                       |  |  |                      |  |
|                         |                         | Eriberto di Wetterau | …                      |  |  |       |  |  |                       |  |  |                      |  |
| Gerberga di Gleiberg    |                         | Eriberto di Wetterau |                        |  |  |       |  |  |                       |  |  |                      |  |
|                         |                         | Irmtrud di Avalgau   | Megingaudo di Gheldria |  |  |       |  |  |                       |  |  |                      |  |
|                         |                         | Irmtrud di Avalgau   | Megingaudo di Gheldria |  |  |       |  |  |                       |  |  |                      |  |
|                         |                         | Irmtrud di Avalgau   | Gerberga di Lorena     |  |  |       |  |  |                       |  |  |                      |  |
|                         |                         | Irmtrud di Avalgau   |                        |  |  |       |  |  |                       |  |  |                      |  |